# Никольченко, Игорь Михайлович
Игорь Михайлович Никольченко (род. 31 августа 1970, Харьков, СССР) — советский и российский волейболист и волейбольный тренер.

## Карьера
Воспитанник харьковского "Локомотива. В 1990 и 1991 годах в составе ЦСКА становится чемпионом СССР. Обладатель Суперкубка Европы (1991), Кубка европейских чемпионов (1991).
Позже играл в составе ВК «Югра-Самотлор». В составе команды в 1993 году стал обладателем Кубка России. В сезоне 1993/94 становится бронзовым призёром чемпионата страны и серебряным призёром Кубка ЕКВ. С 1995−2001 становился неоднократным чемпионом Израиля и признавался лучшим игроком чемпионата Израиля.
Продолжил играть в красноярском «Дорожнике» в высшей лиге «А» в 2004 году.
Закачивал карьеру в уральском «Конденсате», где одновременно выполнял обязанности главного тренера.
Тренировал казахстанские клубы «Жайык» (2005−2015), «Алтай» (2015−2016).
В сентябре 2016 года по 2021 год возглавлял сборную Казахстана.